# 더비 데이즈
더비 데이즈는 컴투스에서 개발한 모바일 소셜 네트워크 게임(SNG)이었다. 2017년 3월 23일에 서비스를 종료하였다.

## 게임 구성 요소
게임 스토리
어렸을 때부터 목장에서 성장한 주인공(유저)은 대학을 졸업한 후 도시에 살고 있는 부모님의 바람과는 달리
할아버지를 돕기 위해 자신의 어릴적 기억이 깃든 작은 목장으로 돌아온다. 하지만 어렸을 때 기억하던 넓은 목장은 온데간데 없이 작아져 있었고
할아버지의 건강 역시 매우 나빠져 있었다.
결국 아무것도 모르는 상태로 할아버지 대신 목장일을 해야만 하게 된 주인공은 혼자서는 목장을 경영해나갈 수 없다고 생각했고,
할아버지의 조언에 따라 자신을 도와줄 두 명의 사람을 차례로 찾아가게 된다. 바로 Jenny와 Mr. Wilde.
두 명 모두 선대 목장 주인과 매우 잘 아는 사이였고 또 매우 훌륭한 말을 여러 마리 보유하고 있는 경험 많은 목장주였기 때문이다.
하지만 선대 목장주의 말 조련사였던 Mr. Wilde는 이미 대단히 큰 목장의 주인이 되어있었고
보잘 것 없는 그런 작은 목장 따위를 뭐하러 경영하려 하느냐며 그냥 자신에게 팔고 도시에 돌아가라고 거만하게 말한다.
주인공은 화가 치밀었지만 지푸라기라도 잡는 심정으로 다시 Jenny를 찾아간다. Jenny 역시 성공한 목장주였지만
모든 일을 할아버지께 배웠다며 오히려 주인공을 크게 반긴다. 자초지종을 들은 Jenny는 매우 화를 내며
Mr. Wilde는 좋은 말을 많이 갖고 있는 것도 사실이지만, 그보다는 자신의 말을 언제나 우승시키기 위해 증명하기 어려운 교묘한 승부 조작을 계속 했고
이로 인해 큰 돈을 번 사람이라고 말해준다. 이어서 Jenny는 본인 스스로 Mr. Wilde 의 콧대를 꺾어주고 싶긴 하지만
자신은 아버지가 Horse racing association 의 회장이기 때문에 겉으로는 중립을 지킬 수밖에 없다며 대신 주인공을 도와서 Mr. Wilde를 이기도록 해주겠다고 한다.

### 목장
더비데이즈는 기본적으로 사용자가 자신의 목장에서 말을 키워나가는 게임이다.
목장은 다양한 건물, 꾸미기, 동식물, 울타리 등의 아이템으로 다른 사용자와 다르게 자신만의 목장으로 꾸며나갈 수 있다.

### 친구
소셜 네트워크 게임에 맞게 더비데이즈는 컴투스의 허브 시스템을 이용해서 다른 사용자와 친구를 맺고 서로 소통할 수 있다.
친구의 목장에 방문을 하게 되면 보너스로 당근과 에너지를 얻을 수 있다.
(1일 한계량과 방문 쿨타임이 존재)

### 말
말을 얻을 수 있는 방법에는 두 가지가 있다.
- 상점
상점에서 직접 구매
- 교배
상점에 있는 말이나 친구의 말과 교배하여 획득

### 경험치 & 레벨
사용자, 말의 두 가지로 나뉜다.
- 사용자
사용자의 경험치는 아이템을 사용하거나 말이 대회에 참가하는 경우 등등

다양한 방법으로 올릴 수 있으며 이를 통해 레벨을 올린다.
- 말
말은 사용자와 다르게 오직 훈련 시스템을 이용해서만 경험치를 획득할 수 있다.

### 골드
게임에서 사용하는 기본적인 화폐 단위이다.

### 당근
다른 말과 교배 또는 말 훈련 시에 사용이 된다.

### 캐쉬
게임안에서 결제를 통해서 구매 할 수 있는 화폐이다.
몇몇 아이템은 이 캐쉬로만 살 수 있는 것이 있다.

### 에너지
건물에서 골드를 수확하거나 말이 대회, 챔피언십에 참여하기 위해 필요하다.

### 아이템
- 건물
목장에 필요한 다양한 건물(골드를 생성해준다)
- 꾸미기
목장을 꾸밀 수 있는 건초더미나 상자와 같은 아이템
- 동식물
말 이외의 소, 닭, 나무, 표범(?), 호랑이(??) 등의 동식물 아이템
- 울타리
말 그대로 울타리 아이템

## 특징

### 대회
말의 레벨에 따라 참가할 수 있는 대회가 달라지며 등수에 따라서 보상을 받는다.

### 챔피언십
대회의 특수한 종류로 보상이 더 크고 우승을 하게 되면 아이템을 받게 된다.
또한 챔피언십참여에는 말의 레벨 제한과 참여 쿨타임이 존재한다.

### 교배
자신의 말을 상점이나 다른 친구의 말과 교배시켜서 새로운 말을 얻을 수 있다.

### 업그레이드
목장의 크기를 더 늘릴 수 있고 말의 훈련 효율을 더 높일 수 있다.

### 컬렉션
카테고리에 맞는 아이템이나 특정한 특징을 가지고 있는 말을 보유하고 있으면 컬렉션이 완료되어 보상을 받게 된다.